# Herbert Dannenmeier
Herbert Dannenmeier (* 11. Mai 1926 in Karlsruhe-Daxlanden; † 16. Mai 2008 in Malsch (Landkreis Karlsruhe)) war ein deutscher Fußballspieler, der von 1948 bis 1956 in der Oberliga Süd für den VfB Mühlburg bzw. Karlsruher SC 149 Spiele bestritten und dabei sieben Tore erzielt hat.

## Laufbahn

### Jugend und Amateur beim VfB Mühlburg, 1935 bis 1952
Herbert Dannenmeier wuchs fußballerisch in der Jugendabteilung seines Heimatvereines FV Daxlanden auf, wo er mit neun Jahren auch mit dem Vereinsfußball begann. Er entwickelte sich zu einem technisch herausragenden Aufbauspieler, der darüber hinaus mit tollem Ballgefühl, Kopfballspiel und Zweikampfgeschick ausgestattet war. An seinem 15. Geburtstag bestritt er an der Seite seines Idols August Klingler sein erstes Spiel in der ersten Mannschaft von Daxlanden. In der Saison 1942/43 hat er in der Gauliga Baden sechs Ligaspiele bestritten. Nach dem Zweiten Weltkrieg spielte der „Dannes“ gerufene Dannenmeier mit Daxlanden von 1945/46 bis 1947/48 in der Landesliga Nordbaden. Der Karlsruher Stadtteilklub VfB Mühlburg stieg als Meister des Jahres 1947 in die Oberliga Süd auf und verpflichtete zur Runde 1948/49 den 22-jährigen Außenläufer und Halbstürmer.
Im ersten Jahr Oberliga musste sich Dannenmeier zunächst an das höhere Niveau der Liga wie auch an das im Kader des VfB Mühlburg gewöhnen und kam deshalb nur zu zwei Einsätzen. Sein erstes Rundenspiel in der Oberliga Süd bestritt er am 27. März 1949 bei der 0:2-Auswärtsniederlage beim FC Bayern München. Dannenmeier debütierte dabei auf Halbrechts neben den Sturmpartnern Max Fischer, Georg Seeburger, Hermann Lehmann und Werner Roth. Ab dem zweiten Jahr, 1949/50, gehörte der Ex-Daxlander aber mit 21 Einsätzen und drei Treffern der Stammbesetzung von Mühlburg an, das 1950 den siebten Rang im Süden belegte. Als „Dannes“ in der Saison 1950/51 für die Elf vom Stadion an der Honsellstraße 30 Spiele austrug, die Offensivkräfte um Horst Buhtz (21), Hugo Rastetter (17), Hermann Lehmann (17) und Ernst Kunkel (16) mit 94 Treffern sogar ein Tor mehr erzielen konnten wie Meister 1. FC Nürnberg, stieß der VfB Mühlburg auf den dritten Rang im Süden vor. Nach dem 4:2-Heimerfolg im Nachholspiel am 25. Dezember 1950 gegen Kickers Offenbach hatte der VfB sogar mit 24:10 Punkten die Tabelle angeführt. Persönlich wurde Dannenmeier durch die Berufung in die süddeutsche Auswahl beim Spiel am 12. November 1950 in Frankfurt gegen Westdeutschland ausgezeichnet. Beim 5:4-Erfolg des Südens bildete er zusammen mit Heinrich Gärtner und Karl Barufka die Läuferreihe. Im letzten Jahr der Mühlburger Eigenständigkeit, 1951/52, reichte es dagegen nur zum neunten Rang.

### Karlsruher SC, 1952 bis 1956
Nach der Fusion mit Phönix Karlsruhe, Kurt Sommerlatt und Heinz Beck trugen ab 1952/53 auch das Trikot des Karlsruher SC, führte der Weg des neuen Karlsruher Spitzenklubs auf den vierten Rang. Mit Kurt Sommerlatt bildete Dannenmeier jetzt eines der besten Außenläuferpaare in den Oberligen. Als der KSC im Oktober 1953 die Schweizer B-Auswahl in Winterthur mit 3:0 schlagen konnte, wurde er von dem anerkannten Trainer-Fachmann Karl Rappan ausdrücklich gelobt und ihm internationales Format zugesprochen.
Im DFB-Pokal des Jahres 1955 war „Dannes“ bei den zwei Halbfinalspielen im April und Mai gegen den FC Altona 93 wie auch im Finale am 21. Mai in Braunschweig gegen den FC Schalke 04 im Einsatz. Beim 3:2-Erfolg gegen die Schalker „Knappen“ bildete er zusammen mit Werner Roth und Siegfried Geesmann die KSC-Läuferreihe. Als Karlsruhe mit 2:1 Toren im letzten Spiel des KSC auf dem Platz in Mühlburg an der Honsellstraße am 25. Juni 1955 gegen Inter Mailand gewann, gelang Dannenmeier mit einem Volleyschuss von der Strafraumgrenze, sein wohl schönstes Tor in seiner Laufbahn.
Verletzungen verhinderten in der Saison 1955/56, dass der linke Läufer des KSC mehr als nur elf Spiele absolvieren konnte. Dennoch gewann die Mannschaft aus dem Wildparkstadion erstmals die Meisterschaft in der Oberliga Süd – vor dem VfB Stuttgart und dem VfR Mannheim – und zog damit in die Endrundenspiele um die deutsche Fußballmeisterschaft ein. Dannenmeier bestritt in der Endrunde gegen Schalke 04, Hannover 96 und den 1. FC Kaiserslautern vier Spiele und gehörte auch der KSC-Formation an, die am 24. Juni 1956 im Berliner Olympiastadion vor 75.000 Zuschauern im Finale auf Borussia Dortmund traf. Gemeinsam mit Rudi Fischer (Tor), Max Fischer, Walter Baureis, Heinz Ruppenstein und Siegfried Geesmann bildete er bei der 2:4-Niederlage die Defensivabteilung der Karlsruher. Im Halbfinale des DFB-Pokals 1956 stand er auch am 6. Mai beim überlegenen 5:1-Erfolg auf dem „Horeb“ in Pirmasens für den KSC auf dem Platz. Als Karlsruhe am 5. August 1956 im Finale die Pokalverteidigung durch einen 3:1-Sieg im heimischen Stadion gegen den Hamburger SV glückte, trug Dannenmeier zum Abschluss seiner Laufbahn das Trikot der TSG Ulm 1846 in der 2. Liga Süd.

## Ausklang der Laufbahn
Im Sommer 1956 wechselte der 30-jährige Dannenmeier in die 2. Liga Süd zur TSG Ulm 1846. Im ersten Jahr wurde der Aufstieg in die Oberliga Süd als Tabellendritter hinter den Aufsteigern 1860 München und SSV Reutlingen knapp verpasst. 1958 wurde mit der Vizemeisterschaft dieses Ziel nachgeholt. Mit Torhüter Manfred Paul und den Gebrüdern Kronenbitter – Leo und Siegfried – gelang dem Routinier zum Abschluss seiner Spielerlaufbahn dieser Erfolg.
Später betätigte sich der im Landkreis Karlsruhe in Malsch beheimatete Dannenmeier als Trainer im badischen Amateurbereich, u. a. beim FV Bad Rotenfels und FV Malsch.